# ICD-10 第十五章：妊娠、分娩和产褥期

## O00-O08 流产结局的妊娠
O00-O08 流产结局的妊娠
- O00 异位妊娠
- O01 葡萄胎（水泡状胎块）
- O02 受孕的其他异常产物
- O03 自然流产
- O04 医疗性流产
- O05 其他流产
- O06 未特指的流产
- O07 企图流产失败
- O08 流产、异位妊娠和葡萄胎妊娠后的并发症

## O10-O16 妊娠、分娩和产褥期的水肿、蛋白尿和高血压疾患
O10-O16 妊娠、分娩和产褥期的水肿、蛋白尿和高血压疾患
- O10 原有的高血压并发于妊娠、分娩和产褥期
- O11 原有的高血压性疾患，并发蛋白尿
- O12 妊娠期水肿和蛋白尿，不伴有高血压
- O13 妊娠期高血压，不伴有有意义的蛋白尿
- O14 妊娠期高血压，伴有有意义的蛋白尿
- O15 子痫
- O16 未特指的孕产妇高血压

## O20-O29 主要与妊娠有关的其他孕产妇疾患
O20-O29 主要与妊娠有关的其他孕产妇疾患
- O20 早期妊娠出血
- O21 妊娠剧吐
- O22 妊娠期静脉并发症
- O23 妊娠期泌尿生殖道的感染
- O24 妊娠期糖尿病
- O25 妊娠期营养不良
- O26 主要与妊娠有关的其他情况的孕产妇医疗
- O28 孕产妇产前筛选检查的异常所见
- O29 妊娠期间麻醉的并发症

## O30-O48 与胎儿和羊膜腔及可能的分娩问题有关的孕产妇医疗
O30-O48 与胎儿和羊膜腔及可能的分娩问题有关的孕产妇医疗
- O30 多胎妊娠
- O31 特发于多胎妊娠的并发症
- O32 为已知或可疑疑胎儿先露异常给予的孕产妇医疗
- O33 为已知或可疑胎盆不称给予的孕产妇医疗
- O34 为已知或可疑盆腔器官异常给予的孕产妇医疗
- O35 为已知或可疑胎儿异常和损害给予的孕产妇医疗
- O36 为其他已知或可疑胎儿问题给予的孕产妇医疗
- O40 羊水过多
- O41 羊水和胎膜的其他疾患
- O42 早期羊膜囊破裂
- O43 胎盘疾患
- O44 胎盘前置
- O45 胎盘的过早分离（胎盘早期脱离）
- O46 产前出血，不可归类在他处者
- O47 假临产
- O48 过期妊娠

## O60-O75 产程和分娩的并发症
O60-O75 产程和分娩的并发症
- O60 早产
- O61 引产失败
- O62 产力异常
- O63 滞产
- O64 由于胎儿的胎位不正和先露异常引起的梗阻性分娩
- O65 由于母体骨盆异常引起的梗阻性分娩
- O66 其他梗阻性分娩
- O67 产程和分娩并发分娩期内出血，不可归类在他处者
- O68 产程和分娩并发胎儿应激反应
- O69 产程和分娩并发脐带并发症
- O70 分娩时会阴裂伤
- O71 其他产科创伤
- O72 产后出血
- O73 胎盘和胎膜滞留，不伴有出血
- O74 产程和分娩期间麻醉的并发症
- O75 产程和分娩的其他并发症，不可归类在他处者

## O80-O84 分娩
O80-O84 分娩
- O80 单胎顺产
- O81 借助产钳和真空吸引器的单胎分娩
- O82 经剖宫产术的单胎分娩
- O83 其他助产的单胎分娩
- O84 多胎分娩

## O85-O92 主要与产褥期有关的并发症
O85-O92 主要与产褥期有关的并发症
- O85 产褥期脓毒病
- O86 其他产褥感染
- O87 产褥期的静脉并发症
- O88 产科栓塞
- O89 产褥期中麻醉的并发症
- O90 产褥期的并发症，不可归类在他处者
- O91 与分娩有关的乳房感染
- O92 与分娩有关的乳房和哺乳的其他疾患

## O95-O99 其他产科科情况，不可归类在他处者
O95-O99 其他产科科情况，不可归类在他处者
- O95 未特指原因的产科死亡
- O96 任何产科原因的死亡，发生于分娩后42天以上至一年以内
- O97 由于直接产科原因后遗症的死亡
- O98 可归类在他处的孕产妇的传染病和寄生虫病并发于妊娠、分娩和产褥期
- O99 可归类在他处的孕产妇的其他疾病并发于妊娠、分娩和产褥期